# Mnasilus penicillatus
Mnasilus penicillatus is een vlinder uit de familie van de dikkopjes (Hesperiidae). De wetenschappelijke naam van de soort is voor het eerst geldig gepubliceerd in 1900 door Frederick DuCane Godman. Deze naam wordt wel beschouwd als een synoniem van Mnasilus allubita (Butler, 1877).